# マネキン・ナイト・フィーバー
『マネキン・ナイト・フィーバー』、英語: MANNEQUIN NIGHT FEVER）は、2020年10月9日（10月8日深夜）から11月13日（11月12日深夜）まで、日本テレビ系列で放送されたテレビドラマ。主演は、グループとして連続ドラマ初主演となるFANTASTICS from EXILE TRIBE。

## 概要・あらすじ
渋谷PARCOを舞台に繰り広げられるシチュエーション・コメディ。店内にある8体のマネキンたち。彼らは雷鳴の響く夜に意思を持って動き出す。彼らの考えてること、彼らの抱く夢は誰も知るよしがない。しかし、彼らのことを何でも知っている、唯一の謎の女がいた…

## キャスト
注意
演 - 世界
マトメ
演 - 佐藤大樹
ムクチ
演 - 澤本夏輝
ポッケ
演 - 瀬口黎弥
ミステリアス
演 - 堀夏喜
レディー
演 - 木村慧人
ネッチョ
演 - 八木勇征
テキトー
演 - 中島颯太
招黄永遠(まねきとわ)
演 - 水野美紀

## スタッフ
- 脚本 - 青葉大地
- 主題歌 - FANTASTICS from EXILE TRIBE「High Fever」（rhythm zone）
- プロデュース - 植野浩之/伴在正行・山王丸和恵・中園翔太
- 監督・演出 - 徳永清孝
- 製作著作 - HI-AX
- 制作プロダクション - ドロップアンカー

## 放送日程
| 話数   | 放送日   | サブタイトル | 演出 |
| ------ | -------- | ------------ | ---- |
| 第1話  | 10月9日  |              |      |
| 第2話  | 10月16日 |              |      |
| 第3話  | 10月23日 |              |      |
| 第4話  | 10月30日 |              |      |
| 第5話  | 11月6日  |              |      |
| 最終話 | 11月13日 |              |      |

## ネット局
| 放送対象地域 | 放送局                  | 系列           | 放送期間                 | 放送時間                     | 備考       |
| ------------ | ----------------------- | -------------- | ------------------------ | ---------------------------- | ---------- |
| 関東広域圏   | 日本テレビ（NTV）       | 日本テレビ系列 | 2020年10月9日 - 11月13日 | 金曜 0:59 - 1:29（木曜深夜） | 制作局     |
| 静岡県       | 静岡第一テレビ（SDT）   | 日本テレビ系列 | 2020年10月9日 - 11月13日 | 金曜 0:59 - 1:29（木曜深夜） | 同時ネット |
| 長崎県       | 長崎国際テレビ（NIB）   | 日本テレビ系列 | 2020年10月9日 - 11月13日 | 金曜 0:59 - 1:29（木曜深夜） | 同時ネット |
| 鹿児島県     | 鹿児島読売テレビ（KYT） | 日本テレビ系列 | 2020年10月10日 -         | 土曜 1:27 - 1:57（金曜深夜） | 遅れネット |
| 福岡県       | 福岡放送（FBS）         | 日本テレビ系列 | 2020年10月16日 -         | 金曜 2:10 - 2:40（木曜深夜） | 遅れネット |
| 山口県       | 山口放送（KRY）         | 日本テレビ系列 | 2020年10月23日 -         | 金曜 1:24 - 1:54（木曜深夜） | 遅れネット |